# 科皮克 (加利福尼亞州)
科皮克（英語：Copic）是位於美國加利福尼亞州莫多克縣的一個非建制地區。該地的面積和人口皆未知。

## 地理
科皮克的座標為41°51′55″N 121°20′31″W / 41.86528°N 121.34194°W，而該地的平均海拔高度為1231米（即4039英尺）。